# Svenskt Tenn
Svenskt Tenn (зі швед. шведське олово) — це шведський магазин предметів інтер'єру, заснований в 1924 році в Стокгольмі Естрід Еріксон, вчителькою малювання і олов'яним майстром з Ю, Швеція. Сьогодні він належить Фонду Келя і Мерти Бейєр, а весь отриманий прибуток направляється на дослідження у таких сферах, як екологічна стійкість, генетика, біомедицина та фармацевтика.

## Історія
Спадщина батька Еріксона послужила початковим капіталом для створення компанії. Разом з олов'яним майстром Нільсом Фугстедтом вона виробляла сучасні олов'яні вироби, і таким чином Svenskt Tenn швидко завоювала визнання як марка якості, що в кінцевому підсумку призвело до золотої медалі на міжнародній виставці промислового і декоративного мистецтва 1925 року в Парижі. Подальші успіхи були в США, починаючи з 1927 року, виставки шведського дизайну в Метрополітен-музеї в Нью-Йорку; виставка також побувала в Чикаго і Детройті. В результаті її успіху, в 1927 році, магазин переїхав із Смоландсгатан у велике приміщення на Страндвегені, де він знаходиться і сьогодні.
У той час шведські архітектори-функціоналісти Уно Орен і Бйорн Трегорд почали проектувати для компанії. У 1932 році Еріксон замовила перші проекти меблів у вже відомого австрійського архітектора Йозефа Франка. Два роки по тому вона найняла Франка після того, як він втік від нацизму в Австрії до Швеції у віці 50 років разом зі своєю шведської дружиною Анною.
Виставковий зал Svenskt Tenn на всесвітніх виставках у Парижі («Exposition des Arts et Techniques dans la Vie Moderne») в 1937 році і в Нью-Йорку в 1939 році повністю суперечив ідеалам того часу з його сміливими контрастами в матеріалах, кольорах і принтах. Дует Франка і Еріксон привернув велику увагу і швидко став асоціюватися з виразом «шведський модерн».
Згодом дизайнерський дует завоював безліч іменитих клієнтів. У 1932 році принц Сігвард Оскар Бернадот замовив Svenskt Tenn новий дизайн інтер'єру своєї резиденції. Також Еріксон і Франку було доручено спроектувати будинок Анни Хедмарк (Annes Hus) на місці студії і будинку шведського скульптора Карла Міллеса.
Під час Другої світової війни Йозеф Франк знову був змушений покинути країну. У розпал війни він втік на Мангеттен, в результаті чого між 1941 і 1946 роками було створено ряд нових текстильних виробів. Шведський принц Євген був серед тих, кому вони дуже подобалися.
Після смерті Франка в 1967 році Еріксон керувала повсякденною діяльністю бізнесу до 1975 року. У віці 81 року вона продала компанію Фонду Кєлла і Мерти Бейер, який надає гранти на дослідження в галузі екології, медицини та збереження шведських традицій дизайну інтер'єрів. Однак Еріксон залишилася керуючим директором компанії. У 1979 році Енн Уолл взяла на себе її роль і перетворила Svenskt Tenn в прибутковий бізнес, модернізувавши асортимент, управління і організацію, а також оновивши маркетингову концепцію. Під її керівництвом також було налагоджено співпрацю з обраними новими дизайнерами, а також зі школами мистецтва і дизайну.
Після того як Уолл пішла на пенсію, двадцять років по тому Фонд К'єлла і Марти Бейер заснував на її честь премію Ann Wall Design Prize як частину нової бізнес-концепції Svenskt Tenn, яка полягала в тому, щоб «зберегти дух Естрід Еріксон і Йозефа Франка в сучасній формі.» У цьому контексті фонд в 2015 році купив резиденцію Франка Villa Carlsten в Фальстербо, місті, розташованому на південному заході Швеції в муніципалітеті Веллінге в Сконе. Франк також спроектував ряд дачних будинків у цьому районі.
Сьогодні вісімдесят відсотків асортименту Svenskt Tenn складається з продуктів, що мають власний дизайн. Лише Йозеф Франк залишив після себе 2000 ескізів меблів та близько 160 текстильних конструкцій. У 2009 році шведський принц Карл Філіп дебютував у колекції срібних столових приборів у Svenskt Tenn. Наступного року він представив камінну ширму, яку він створив у співпраці.
На аукціонах роботи Франка і Еріксон продаються за високою ціною і знаходяться в колекціях Музею сучасного мистецтва в Нью-Йорку (MoMA) і Національного музею Стокгольма.

## Особливості
Сьогодні велика частина меблів Йозефа Франка виготовляється в тих же столярних майстереннях в Смоланді і Седерманланді, в яких їх виробляли з 1950-х років. Скло виробляється, серед іншого, на знаменитому скляному заводі Reijmyre в Естерйотланді. Весь текстиль Svenskt Tenn складається з 100 % бавовни і льону. Олов'яні майстерні в Західному Йоталанді в Швеції також входять до числа давніх постачальників Svenskt Tenn. Весь текстиль Svenskt Tenn виготовляється зі 100% бавовни та льону. Олов’яні майстерні в Західному Гьоталанді у Швеції також вважаються одними з давніх постачальників Svenskt Tenn.